# Pařížská komuna (Velká francouzská revoluce)

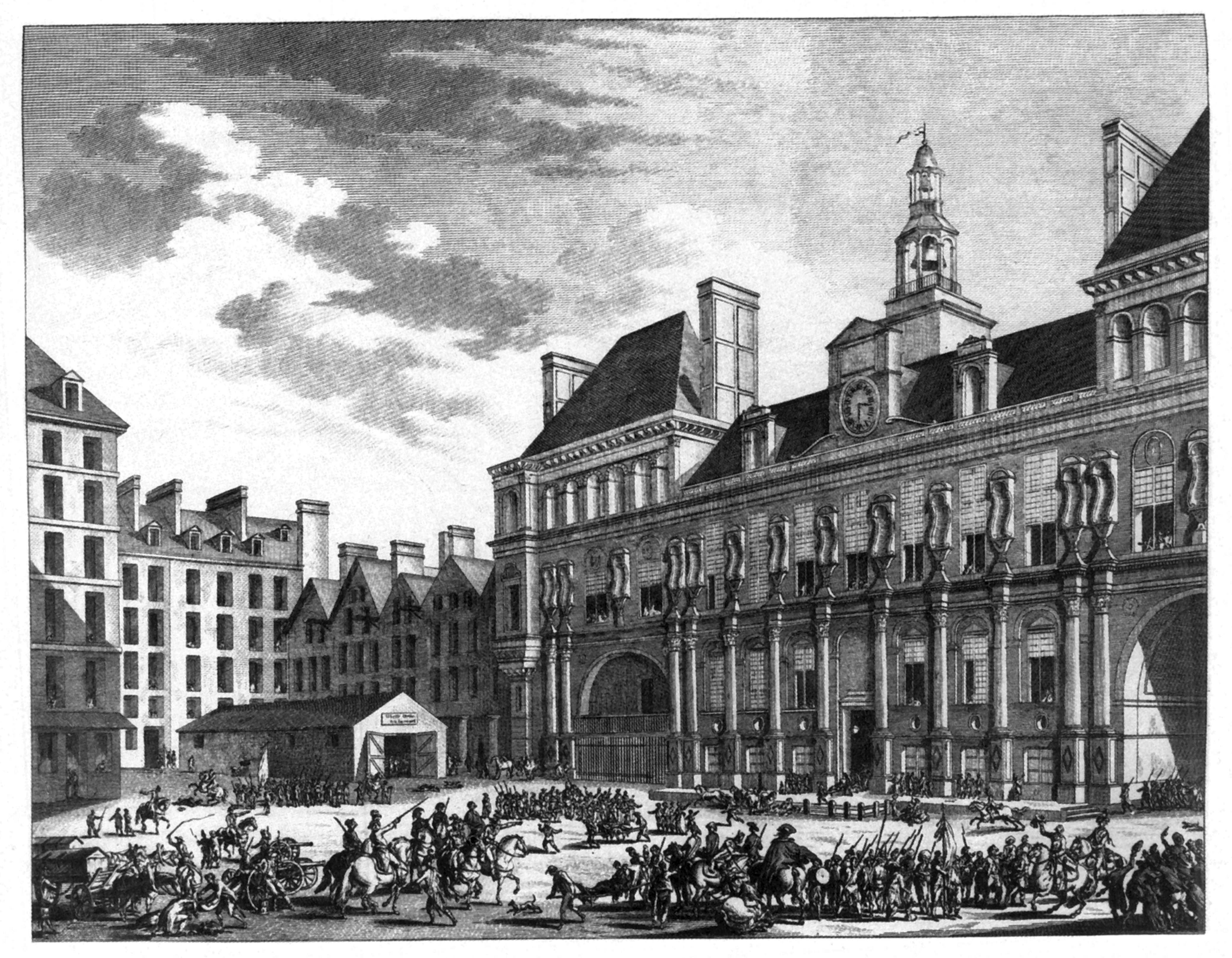
Útok na sídlo Komuny během thermidorského převratu

Pařížská komuna (francouzsky Commune de Paris) je označení orgánu, který během Velké francouzské revoluce představoval nejvyšší správní instituci města Paříže v čele se starostou. Komuna se ustavila po dobytí Bastily 14. července 1789 a existovala de facto do roku 1794 (de iure do roku 1795).

## Historie
Ihned po dobytí Bastily revolucionáři vtrhli do pařížské radnice, kde hledali zbraně, popravili pařížského prévôta a namísto něho dosadili starostu, kterým se stal astronom Jean Sylvain Bailly. Komuna zasedala na radnici. Zákonem z 21. května 1790 se původně revoluční orgán stal oficiálním úřadem. Hlavním orgánem se stal Všeobecný výbor Pařížské komuny, jehož členy volili občané ze 48 pařížských sekcí.
Významně zasáhla Komuna do francouzských dějin při útoku na Tuilerie dne 10. srpna 1792. V noci z 9. na 10. srpna pod hrozbou vnějšího nebezpečí a strachu ze zrady Ludvíka XVI. vypukla vzpoura, kterou vedli Jérôme Pétion de Villeneuve, Pierre Louis Manuel a jeho zástupce Georges Danton. Komunu nově vytvořilo 52 komisařů jmenovaných občany, kteří zastupovali především pařížské sansculoty. Tato nová Pařížská komuna přispěla k vytvoření revolučního tribunálu (17. srpna 1792), zůstala pasivní při zářijových masakrech 1792, prosadila pronásledování girondistů (1793), prosadila zákon o maximálních cenách (29. září 1793), účastnila se na Hrůzovládě (září 1793-červenec 1794), kdy jmenovala policejní oddíl pověřený hromadným zatýkáním a podílela se na potlačování křesťanství (déchristianisation). Od roku 1793 byla pod vlivem Výboru pro veřejné blaho pod vedením Robespierra, Saint-Justa a Couthona. Komuna ztratila svůj vliv po odstranění hébertistů (24. března 1794). Národní konvent rozhodl gilotinovat 93 jejích členů. Posledním starostou Komuny byl Jean-Baptiste Fleuriot-Lescot, který byl ve funkci do thermidorského převratu (27. července 1794) a poté byl popraven. Thermidoriáni nahradili Pařížskou komunu dvěma komisariáty. Ústava z roku III (1795) nahradila Pařížskou komunu definitivně 12 obvody, na které dohlížel ústřední úřad, aby se zabránilo nové lidové diktatuře nebo naopak monarchistické vzpouře proti idejím První republiky.